# ليفي ليهتو
ليفي هينرك ليهتو (بالإنجليزية: Leevi lehto)‏ (23 فبراير 1951 - 22 يونيو 2019)كان شاعرا ومترجما ومبرمجا. ولد في آسيكالا، فنلندا.

## السيرة الذاتية
بعد ظهوره الشعري لأول مرة في عام 1967 ، نشر ستة مجلدات شعرية منها رواية (أحلام باناييف عام 1991) Janajevin unet ، وعمل تجريبي Päivä (يوم، عام 2004). كان نشطًا في السياسة اليسارية خلال الفترة 1997 وعمل كمدير تنفيذي في شركة صناعة الاتصالات عام 1990.وعُرِفَ أيضًا بتجاربه في الكتابة الرقمية ، مثل مولد قصيدة جوجل أو بـ Google Poem Generator .
عمل على ترجمة حوالي أربعين كتابا بشتى المواضيع المختلفة تتراوح بين كتابة الغموض إلى الفلسفة، علم الاجتماع، والشعر، بما في ذلك أعمال لكُتاب مثل لويس ألثوسر ، جيل ديليوز ، جورج أورويل ، ستيفن كينغ ، إيان مكوان ، جوزيف سكفوريكي ، والتر بنيامين ، جون كيتس ، جون أشبيري ، ميكي سبيلان ، تشارلز برنشتاين . أحدث أعماله هي الترجمة الفنلندية الجديدة لرواية أوليسيس للكاتب جيمس جويس .
قام بتدريس الشعر في أكاديمية النقد (Krittinen korkeakoulu) في هلسنكي، وكان رئيس فريق التخطيط لمؤتمر هلسنكي السنوي للشعر، وعضو فريق التخطيط لحلقة كوبيو عن الشعر الصوتي، والمسؤول عن سلسلة كتب الشعر «Poesia» (Nihil Interit و Kirja) kerrallaan)، وكان عضواً في مجلس تحرير سيبيلا ، المجلة البرازيلية للشعر، والمحرر المساهم لمركز الشعر الإلكترونية مقرها الولايات المتحدة (EPC).
توفي لهيتو بسبب أصابته بضمور جهازي متعدد في 22 يونيو2019 ،عن عمر يناهز 68عاما .

## روابط خارجية
- Personal site
- Leevi Lehto. Lake Onega and Other Poems - Salt Publishing، 2006.